# Jon Gallagher
Jon Gallagher (* 23. Februar 1996 in Dundalk) ist ein irischer Fußballspieler, der beim Austin FC in den Vereinigten Staaten unter Vertrag steht.

## Karriere
Jon Gallagher wurde im irischen Dundalk geboren. Er wuchs in Irland, den Vereinigten Staaten, Singapur und England auf. Zwischen 2008 und 2010 spielte er für den Beachside SC in Connecticut, danach zwei Jahre für Home United in Singapur. Ab 2014 war er für die Universitätsmannschaft von Notre Dame aktiv. Für das Team, das unter dem Namen Notre Dame Fighting Irish in der Atlantic Coast Conference spielte, war Gallagher in den Jahren 2015, 2016 und 2017 jeweils bester Torschütze. 2017 zudem bester Vorlagengeber. Für seine Leistungen wurde Gallagher in zahlreiche Allstar-Teams gewählt. Er spielte insgesamt vier Jahre für die Universität aus South Bend, Indiana und erzielte in 84 Spielen 39 Tore.
Beim MLS SuperDraft 2018 wurde Gallagher an 14. Position von Atlanta United gedraftet. In der Folge kam er im Farmteam Atlanta United 2 in der USL Championship zum Einsatz.
Gallagher wurde im Juni 2019 bis zum Ende des Jahres nach Schottland an den FC Aberdeen verliehen. Die Leihe wurde später um ein halbes Jahr verlängert.